# Lalli

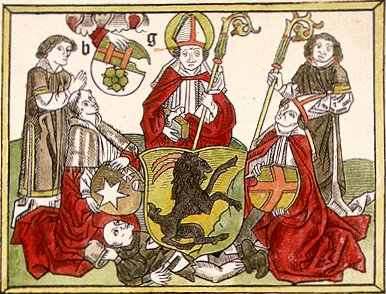
Obispo Enrique y Lalli.

Lalli es un personaje legendario de la historia de Finlandia. Según la leyenda asesinó al obispo Enrique en el hielo del lago Köyliönjärvi el 20 de enero de 1156.

## Leyenda
Lalli era un hombre rico que se resistía a los intentos del obispo de cristianizar a su familia. La historia dice que un día, cuando regresó a su casa, su esposa le dijo que el obispo había visitado su casa, pero le mintió diciéndole que se había ido sin pagar por su comida, bebida, y forraje. Cuando Lalli escuchó esto se enojó y persiguió al obispo. Siguiendo las órdenes de este último, sus seguidores huyeron y se escondieron en un bosque cercano mientras Lalli le cortaba la cabeza con una hacha.
La leyenda está consagrada en una poema del folclore finlandés llamado Henrikin surma ("El asesinato de Enrique"). Los detalles del poema siguen un patrón típico de la era de los cuentos folclóricos. Lalli tomó el sombrero del obispo de su cabeza decapitada y le cortó también un dedo para quitarle su anillo. El sombrero se fusionó con la cabeza de Lalli y cuando intentó quitárselo, le arrancó su cabellera. Cuando Lalli intentó quitarse el anillo, este le arrancó el dedo. Después, Lalli se ahogó en el lago Köyliönjärvi. Según el último deseo del obispo, sus restos fueron rescatados por sus sirvientes y los transportaron con bueyes. En el lugar donde los bueyes se pararon se estableció la primera iglesia en Finlandia.
El poema de Lalli hace uso de personajes como una estatua parlante de Cristo y una esposa mentirosa, quien selló el destino del obispo con su mentira.
Debido a su negligencia, Lalli debió ser visto como un criminal en el tiempo en el que se desarrolla la historia, pero el poema también lo resenta como a un loco violento. Este poema se encuentra en el Kanteletar, una colección de la poesía folclórica antigua.

## Significado cultural
Lalli es una figura muy conocida en el folclore finlandés aunque su nombre no es común, y puede ser una forma de "Laurentius". Ha sido representado como una figura postrada a los pies del obispo Enrique en estatuas de madera. Recientemente, se le ha adjudicado la representación de una rebelión contra la autoridad opresiva. 
Es un héroe para los no creyentes, debido a que su historia refleja la batalla que hubo entre las creencias paganas de Finlandia y el cristianismo. 
Como personaje puede haber influenciado a los protagonistas de Helkavirsiä, crueles, paganas y con sed de poder, creadas por Eino Leino.
En la serie de televisión llamada "Suuret suomalaiset" ("Los grandiosos finlandeses"), versión local de los grandiosos bretones, Lalli fue elegido en el 14º lugar entre los compatriotas relevantes.

## Controversia
En 2005, Tuomas Heikkilä, un profesor pro tempore de historia de la Universidad de Helsinki, aseguró que el obispo Enrique era en personaje completamente ficticio. Heikkilä manifestó que el nombre del obispo no puede ser localizado en los archivos de la iglesia católica, y que la leyenda no tiene sustento. 
Por su parte, la administración local de Köyliönjärvi refutó que el asesinato del obispo Enrique fue un hecho histórico y que su nombre está registrado en los archivos del Vaticano.
- Datos: Q983766
- Multimedia: Lalli / Q983766